# Sora (Wilthen)

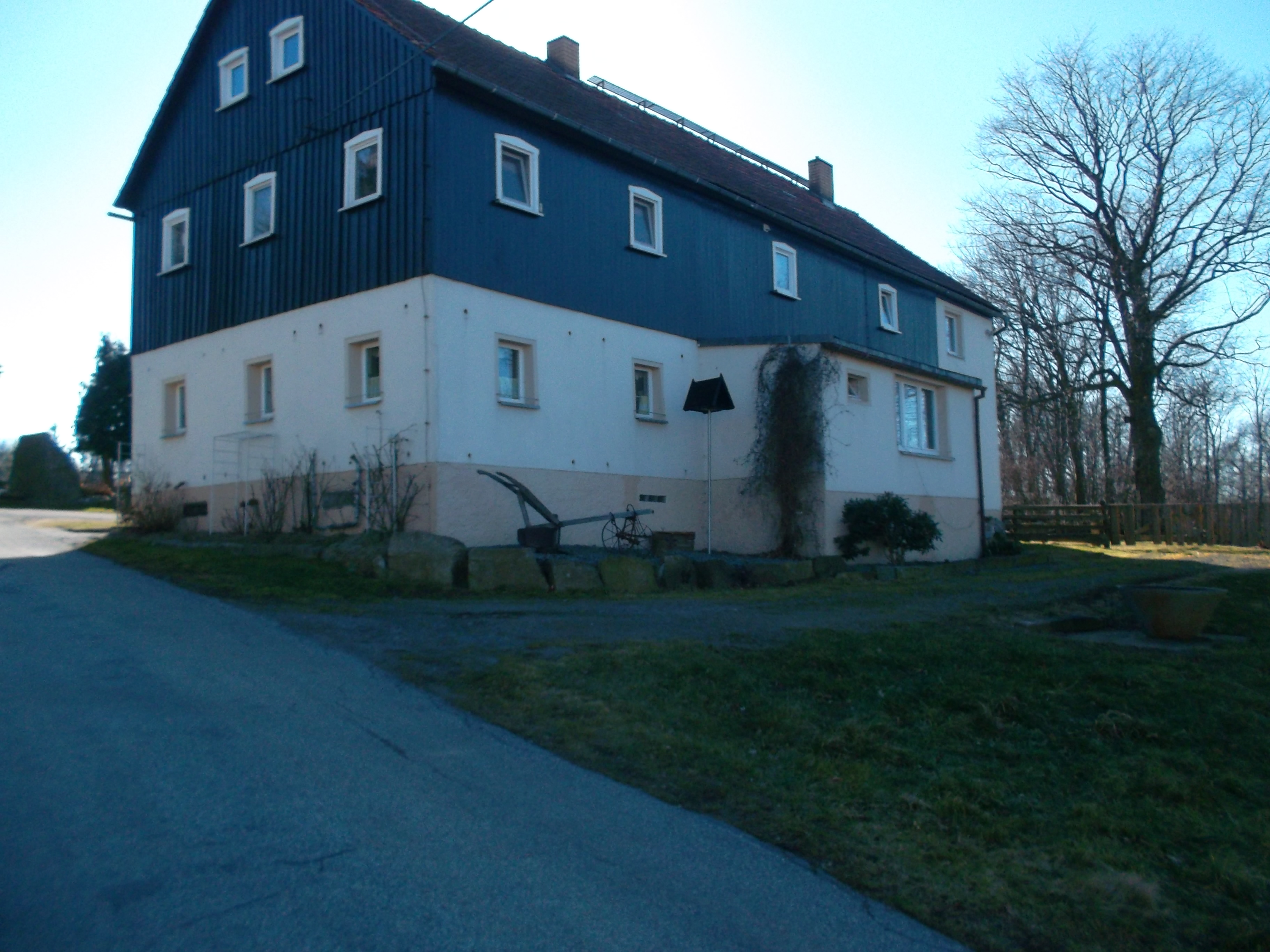
Saniertes Umgebindehaus in Sora

Sora (obersorbisch Zdźarⓘ) ist ein Ortsteil von Wilthen im Landkreis Bautzen in der Oberlausitz.

## Geschichte
Erste urkundliche Nennung von Sora war 1477 als ein Ort mit dem Namen Sahir, was auf Brandrodung zum Zweck der Urbarmachung hindeutet. Eine mühsame Rodung der Flächen zog sich über Jahrhunderte hin. Noch heute ziehen sich Steinrücken durch Feld und Flur und verraten ebenso wie die mächtigen Steinhaufen am Waldrand die Härte und Mühe der Urbarmachung.
Noch im Jahr 1884 waren laut Arnošt Muka 30 von damals 40 Einwohnern Sorben. In der ersten Hälfte des 20. Jahrhunderts ist die sorbische Sprache aus dem Ortsalltag verschwunden. Am 1. April 1936 wurde Sora nach Wilthen eingemeindet.
Mitten im Ortsteil befindet sich eine historische Brunnenstube.

## Teufelskanzel

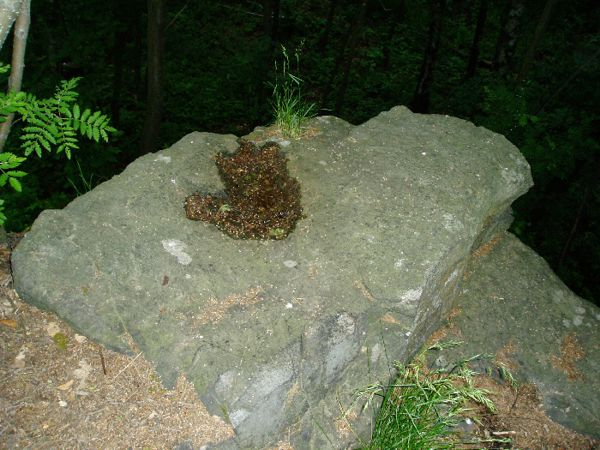
Auswitterungsmulde „Götterhand“ auf der Teufelskanzel bei Sora. Nach der Legende der Sitzplatz des Teufels

Östlich des Dorfes Sora erhebt sich der höchste Punkt des Mönchswalder Bergrückens mit 471,2 m ü. NHN. 2006 kam es zu Mutmaßungen, bei der Felsformation Teufelskanzel (466,1 m ü. NHN) an diesem Berg könnte es sich um einen prähistorischen Kultplatz handeln. Eine konstruiert wirkende Höhle und eine Vertiefung auf der östlichen Felsspitze, welche der Legende nach als Sitzplatz des Teufels galt, wurden 2007 auf astronomische Merkmale hin vermessen. Im Ergebnis wurde der Felsen als für kalendarische Sonnenbeobachtungen geeignet befunden.
Die Vertiefung des Teufelssitzplatzes wurde wegen ihrer Ähnlichkeit mit einer Hand „Götterhand“ genannt und gab einem archäoastronomischen Forschungsprojekt der Sternwarte Sohland/Spree den Namen „Projekt-Götterhand“.

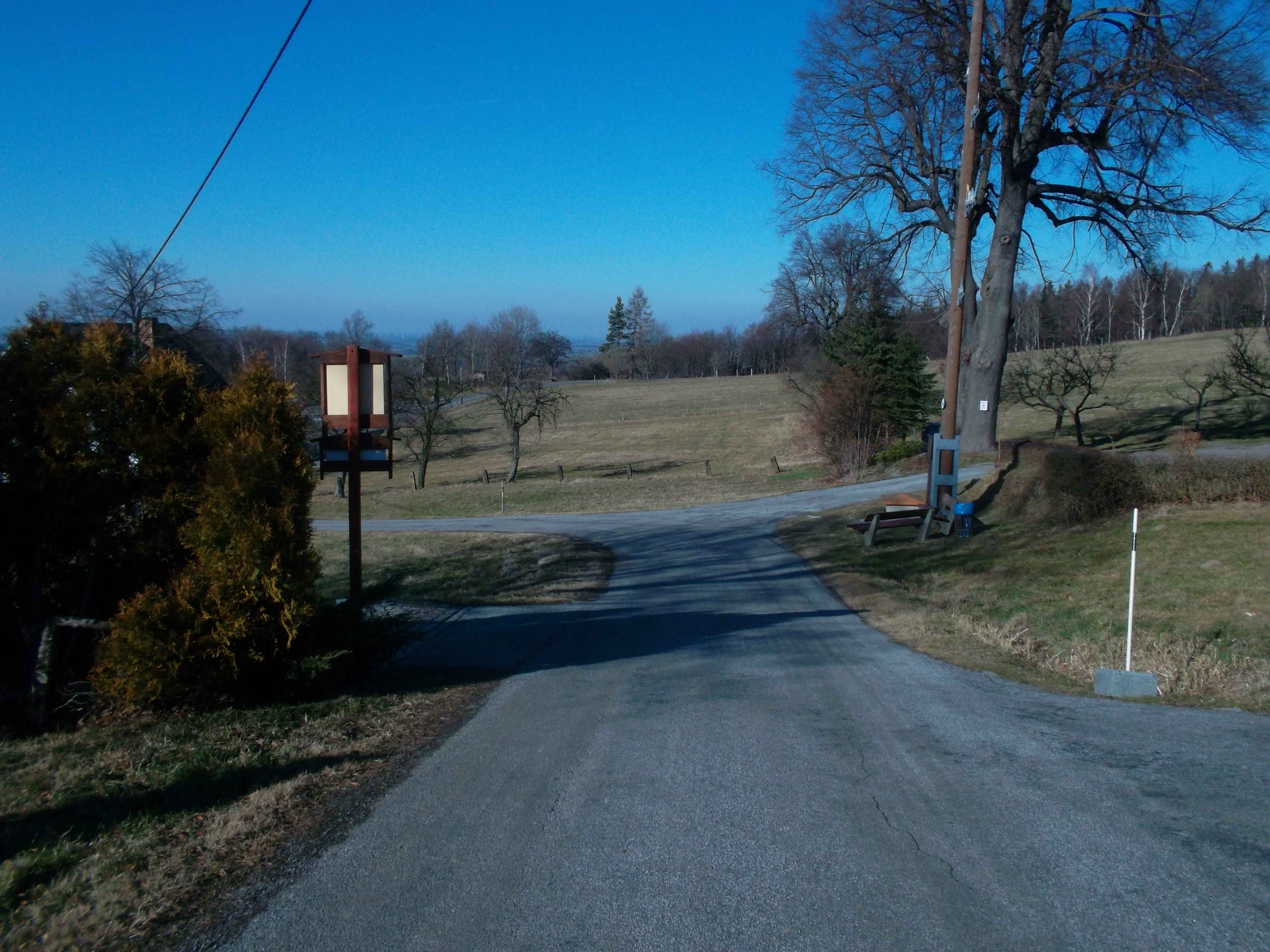
Die Kreuzung Am Schafsberg in Sora

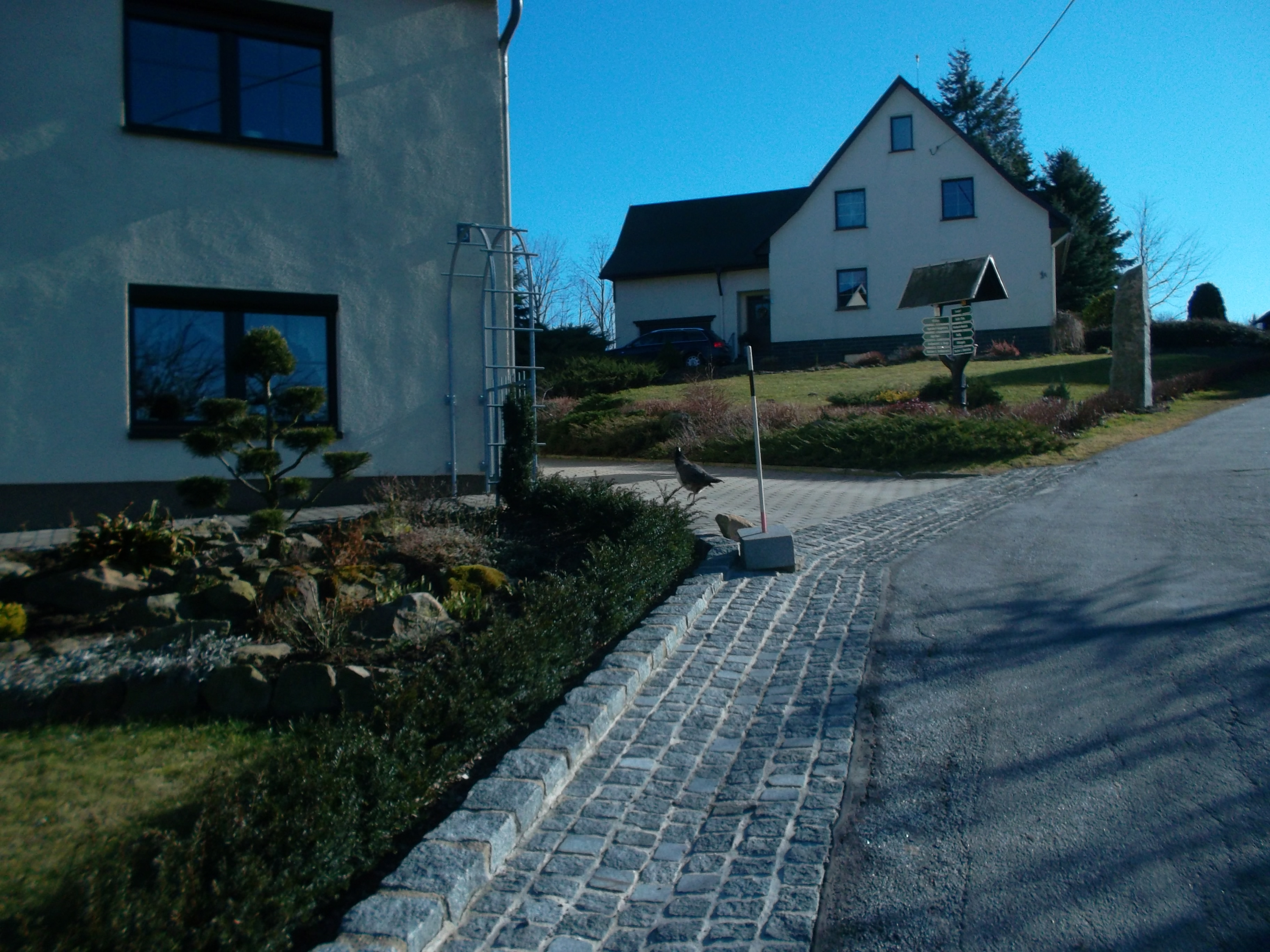
Dorfmitte von Sora